# Hideaways – Die Macht der Liebe
Hideaways – Die Macht der Liebe (Originaltitel: Hideaways) ist ein Fantasy-Drama von Agnès Merlet aus dem Jahr 2011, das in Kooperation der Länder Irland, Frankreich und Schweden entstand. Die Hauptrollen sind mit Harry Treadaway als James Furlong und Rachel Hurd-Wood als Mae-West O’Mara besetzt.

## Handlung
James Furlong wird in eine von einem Fluch verfolgte Familie hineingeboren. Der Fluch betrifft dabei jedoch nur den männlichen Teil der Familie und äußert sich meist in Angstsituationen. James wird dies im Kindesalter bewusst, als in einer solchen Situation alles um ihm herum verwelkt und stirbt, darunter auch sein Vater und seine Großmutter. Daraufhin kommt er in ein Internat, wo er Liam, einen gleichaltrigen Jungen, kennenlernt. Liam versucht, James vor dem Mobbing der älteren Jungen zu beschützen, ist ihnen jedoch aufgrund seines Alters und seiner schmächtigen Körperstatur unterlegen. Als es erneut zu einer Schikane durch einen der älteren Schüler kommt, verspürt James Angst und tötet dabei alle sich im Internat befindenden Mitschüler. Liam, welcher auf James’ Anweisung gerade noch aus dem Internat entkommen konnte, sieht James bei dessen Flucht in den Wald, während er selber in stark verletztem Zustand an einem Baum kauert.
Etwa zehn Jahre später wurde das damalige Internat zum Hospiz umgebaut. In diesem Hospiz befindet sich die krebskranke Mae-West O’Mara. Sie liebt das Leben und möchte, da ihre Genesungschancen sehr gering sind, ihre restliche Zeit in Freiheit verbringen. Deshalb schleicht sie sich eines Tages aus dem Hospiz, um einen Spaziergang in der Natur zu machen. Dabei trifft sie vor dem Hospiz den sich ebenfalls in Behandlung befindlichen Liam, der seit dem Vorfall im Internat an Lungenproblemen leidet.
Mae gelangt schließlich bei ihrem Spaziergang zu einer Stelle im Wald, an der jegliches Leben verschwunden zu sein scheint. Plötzlich beginnt es zu regnen. Zu Maes Glück befindet sich dort eine kleine Hütte, in der sie Unterschlupf suchen möchte. Ein verwilderter junger Mann öffnet ihr schließlich die Tür und lässt sie dort übernachten. Während er sich anfangs ihr gegenüber sehr distanziert verhält, gelingt es Mae sein Vertrauen zu gewinnen. Es stellt sich heraus, dass es sich bei dem jungen Mann um James Furlong handelt, welcher dort ein Einsiedlerleben führt, um auf diese Weise keinen anderen Menschen mehr Schaden zuzufügen.
In der Zwischenzeit macht sich Maes Mutter große Sorgen um ihre Tochter und es wird ein Suchtrupp von der örtlichen Polizei gebildet. Mae und James hören die Rufe und verstecken sich in einer kleinen Höhle. Mae bemerkt, dass sich ihre Mutter große Sorgen zu machen scheint und beschließt, am nächsten Tag zum Hospiz zurückzukehren. Dennoch fällt ihr diese Entscheidung nicht leicht, da sie und James bereits Gefühle füreinander entwickelt haben.
James stellt bei seiner Ankunft in seine kleine Hütte fest, dass sich im Umkreis seiner Hütte sowohl Vögel aufhalten als auch neue Knospen sprießen. In seiner Hütte findet er Maes Walkman und er macht sich auf den Weg zum Hospiz, um ihn ihr zu übergeben.
Es gelingt ihm, das Hospiz fast unbemerkt zu betreten, allerdings wird er von Liam bemerkt. James erreicht Maes Zimmer und berichtet ihr davon, dass um seine Hütte wieder neues Leben in Form von Knospen und Vögeln auftaucht. Mae ist davon begeistert und freut sich darüber, James wiederzusehen. Die beiden verbringen die Nacht zusammen in Maes Krankenbett, bis schließlich mitten in der Nacht ein Alarm ertönt, welcher von Liam ausgelöst wurde.
Sie flüchten durch das Treppenhaus nach draußen, werden jedoch durch die Masse an Patienten, welche eine deutliche Verbesserung ihres Gesundheitszustandes erlebt haben, voneinander getrennt. James wartet an einer Hausecke auf Mae, wird jedoch von Liam entdeckt und von diesem mit einer Schere attackiert. Liam flüchtet daraufhin in den Wald und lässt den verletzen James zurück. In James’ Umgebung beginnt das Gras zu verwelken. James begibt sich mühsam in Richtung des nahe gelegenen Flusses, da er durch den so entstehenden Abstand Mae vor sich selbst schützen möchte. Er stürzt in den Fluss, Mae springt ihm jedoch hinterher. Die beiden küssen sich ein letztes Mal unter Wasser, bevor James stirbt. James Tod macht sich auch in der Natur bemerkbar, da das verwelkte Gras wieder grün und frisch geworden ist.
Einige Monate später ist Mae Mutter einer Tochter geworden und der Fluch der Furlong-Familie wurde dadurch gebrochen. Sie erzählt ihrer Tochter von ihrem Vater James und sagt, dass er durch ihr Lächeln und ihre Augen in ihr weiterleben würde. Durch die Liebe von James wurde Mae von ihrer Krankheit geheilt und kann nun zusammen mit ihrer Tochter ein glückliches Leben führen.

## Produktion

### Drehort

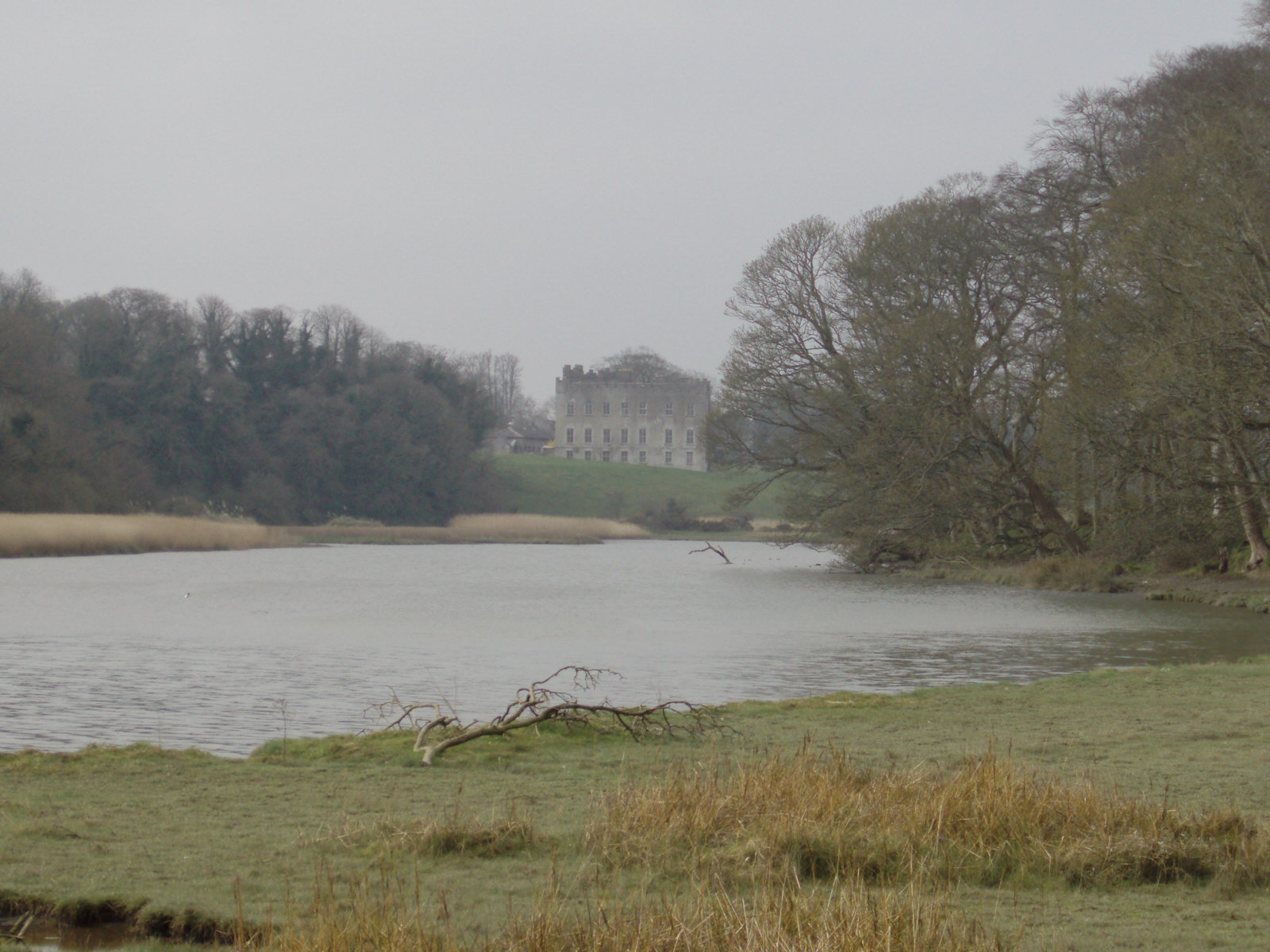
Ballygarth Castle, welches als Schauplatz für das St.-Judes-Hospiz diente

Die Dreharbeiten fanden in Irland statt. Für das St.-Judes-Hospiz wurde das Ballygarth Castle als Schauplatz verwendet.

### Synchronisation
Die deutschsprachige Synchronisation entstand unter der Dialogregie von Susanne Boetius im Auftrag von Hermes Synchron.
| Rolle           | Darsteller             | Synchronsprecher      |
| --------------- | ---------------------- | --------------------- |
| James Furlong   | Harry Treadaway        | Valentin Stilu        |
| Mae-West O’Mara | Rachel Hurd-Wood       | Julia Stoepel         |
| Liam            | Thomas Brodie-Sangster | Christian Zeiger      |
| Mrs. Moore      | Kate O’Toole           | Katarina Tomaschewsky |
| Mrs. O’Mara     | Susan Lynch            | Heide Domanowski      |
| Sergeant        | Stuart Graham          | Viktor Neumann        |

## Kritiken
Der Film erhielt überwiegend ausgeglichene bis positive Kritiken und erzielte bei IMDb eine durchschnittliche Bewertung von 6,1 der möglichen 10 Punkte. Das Lexikon des internationalen Films urteilt: „Das Jugenddrama behandelt sein fantastisches Thema wohltuend ernst und entwirft ein spannendes Szenario um Pubertät, Kommunikations- und Beziehungsprobleme, das sich betont unpädagogisch und eher beiläufig vermittelt.“
Beim Strasbourg International Film Festival 2011 wurde der Film in der Kategorie Best European Film ausgezeichnet.